# Sindhulpalchok (district)

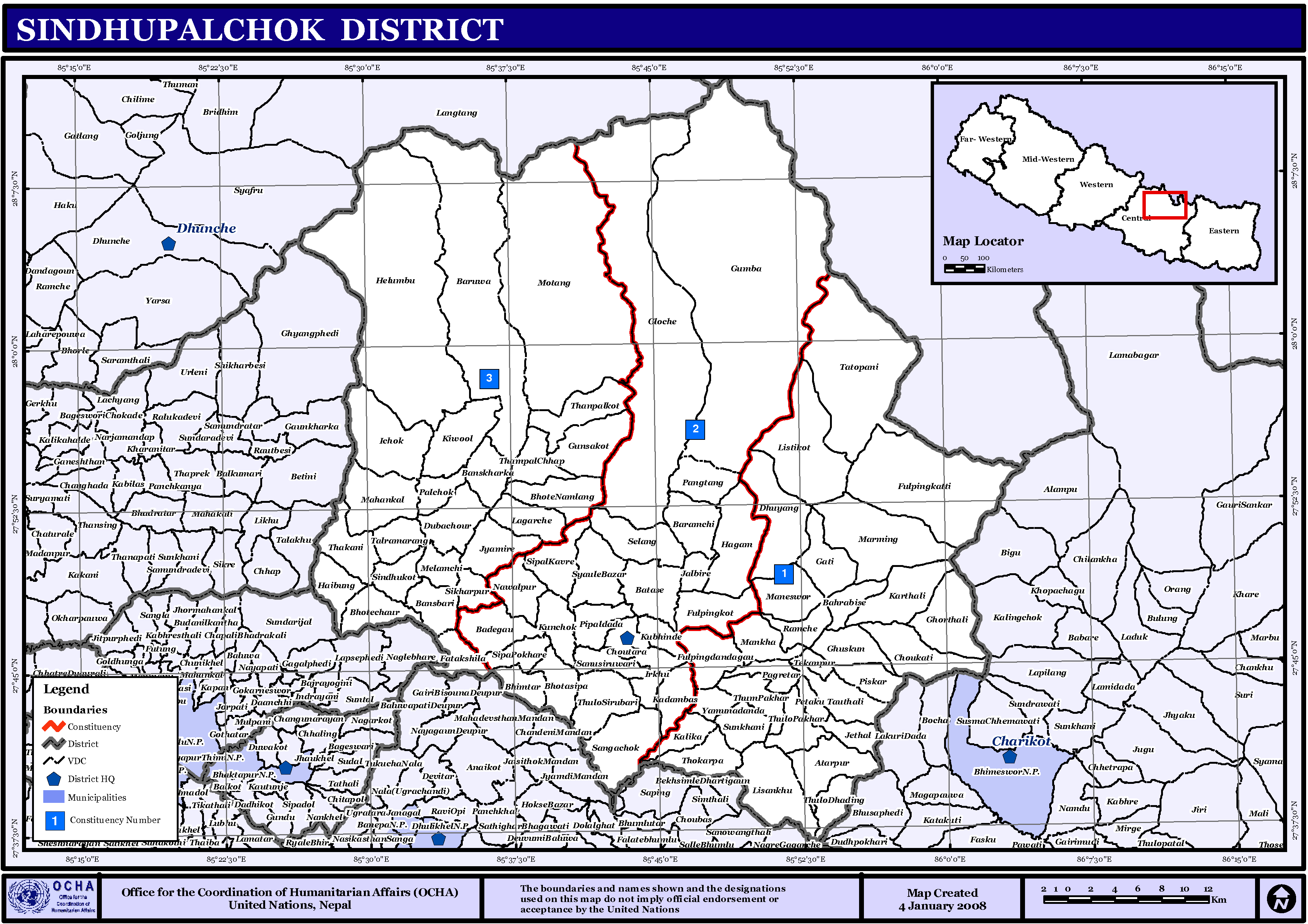
Kaart van Sindhulpalchok

Sindhulpalchok (Nepalees: सिन्धुपाल्चोक) is een van de 75 districten van Nepal. Het district is gelegen in de bestuurlijke zone Bagmati en de hoofdplaats is Chautara.

## StedenenDorpscommissies[2][3]
- Stad: Nepalees: nagarpalika of N.P.; Engels: municipality;
- Dorpscommissie: Nepalees: panchayat; Engels: village development committee of VDC.

- Steden (0): geen.
- Dorpscommissies (79): Atarpur, Badegau, Bansbari, Banskharka, Baramchi, Barhabise, Baruwa, Batase, Bhimtar, Bhotasipa, Bhote Namlang, Bhotechaur, Choukati (of: Chokati), Chautara, Dhumtang, Dubachour, Fatakshila, Fulpingdandagau (of: Fulpingdanda), Fulpingkatti, Fulpingkot, Gati, Ghorthali, Ghuskun (of: Dhuskun), Gloche, Gumba, Gunsakot, Hagam, Haibung, Hekumbu (of: Helambu), Ichok, Irkhu, Jalbire, Jethal, Jyamire, Kadambas, Kalika, Karthali, Kiwool, Kubhinde, Kunchok, Langarche, Lisankhu, Listikot, Mahankal, Maneswor (of: Maneswnara), Mankha, Marming, Melamchi, Motang (of: Bhotang), Nawalpur, Pagretar, Palchok, Pangtang, Petaku, Pipaldanda, Piskar, Ramche, Sangachok, Sanusiruwari, Selang, Sikharpur, Sindhukot, Sipa Pokhare, Sipal Kavre, Sunkhani, Syaule Bazar, Talramarang (of: Talamarang), Tatopani, Tauthali, Tekanpur, Thakani, Thampal Chhap, Thanpalkot (of: Thangpalkot), Thokarpa, Thulo Dhading, Thulo Pakhar, Thulo Sirubari, Thum Pakhar, Yamunadada (of: Yamunadanda).

Achham · 
Arghakhanchi · 
Baglung · 
Baitadi · 
Bajhang · 
Bajura · 
Banke · 
Bara · 
Bardiya · 
Bhaktapur · 
Bhojpur · 
Chitwan · 
Dadeldhura · 
Dailekh · 
Dang · 
Darchula · 
Dhading · 
Dhankuta · 
Dhanusa · 
Dolkha · 
Dolpa · 
Doti · 
Gorkha · 
Gulmi · 
Humla · 
Ilam · 
Jajarkot · 
Jhapa · 
Jumla · 
Kailali · 
Kalikot · 
Kanchanpur · 
Kapilvastu · 
Kaski · 
Kathmandu · 
Kavrepalanchok · 
Khotang · 
Lalitpur · 
Lamjung · 
Mahottari · 
Makwanpur · 
Manang · 
Morang · 
Mugu · 
Mustang · 
Myagdi · 
Nawalparasi · 
Nuwakot · 
Okhaldhunga · 
Palpa · 
Panchthar · 
Parbat · 
Parsa · 
Pyuthan · 
Ramechhap · 
Rasuwa · 
Rautahat · 
Rolpa · 
Rukum · 
Rupandehi · 
Salyan · 
Sankhuwasabha · 
Saptari · 
Sarlahi · 
Sindhuli · 
Sindhulpalchok · 
Siraha · 
Solukhumbu · 
Sunsari · 
Surkhet · 
Syangja · 
Tanahu · 
Taplejung · 
Terhathum · 
Udayapur